# Jorge Luis Montenegro
Pour les articles homonymes, voir Montenegro.
Montenegro  Revelo est un nom espagnol. Le premier nom de famille, en général paternel, est Montenegro ; le second, en général maternel, souvent omis, est Revelo.
Jorge Luis Montenegro Revelo, né à Tulcán le 26 septembre 1988, est un coureur cycliste équatorien.

## Biographie
Jorge Luis Montenegro Revelo, dit Jorge Luis Montenegro, naît le 26 septembre 1988 en Équateur.
Il est en 2013 membre de RPM Ecuador, qui devient l'équipe continentale Ecuador l'année suivante.
Il est contrôlé positif à l'EPO en septembre 2023. Suspendu deux ans, il arrête sa carrière dans la foulée pour reprendre ses études.

## Palmarès sur route

### Par années
- 2007[1]
  - 9e étape du Tour de l'Équateur
- 2012
  - 7e étape du Tour de l'Équateur
  - 2e du Tour de l'Équateur
- 2013
  - 10e étape du Tour de l'Équateur.
- 2014
  - 3e du championnat d'Équateur sur route
- 2017
  -  Champion d'Équateur du contre-la-montre
  - 2e du championnat d'Équateur sur route
- 2018
  - 2e du championnat d'Équateur du contre-la-montre
  - 3e du championnat d'Équateur sur route
- 2019
  - Tour de l'Équateur :
    - Classement général
    - 2e étape
- 2021
  -  Champion d'Équateur du contre-la-montre
  - 3e du championnat d'Équateur sur route
- 2022
  - 2e du championnat d'Équateur du contre-la-montre
- 2023
  - 2e du Tour de l'Équateur

### Classements mondiaux
| Année                                 | 2007 | 2008 | 2009 | 2010 | 2011 | 2012 | 2013 | 2014 | 2015 | 2016 | 2017 | 2018  | 2019  | 2020 | 2021 | 2022  | 2023 |
| ------------------------------------- | ---- | ---- | ---- | ---- | ---- | ---- | ---- | ---- | ---- | ---- | ---- | ----- | ----- | ---- | ---- | ----- | ---- |
| Classement mondial                    |      |      |      |      |      |      |      |      |      | nc   | nc   | 1477e | 1221e | nc   | 762e | 1182e | 847e |
| UCI America Tour                      | 315e | 254e | nc   | 244e | 326e | 331e | 284e | 172e | 304e | nc   | nc   | 147e  | 167e  | nc   | 83e  | 151e  | 89e  |
|                                       |      |      |      |      |      |      |      |      |      |      |      |       |       |      |      |       |      |
| Légende : nc = non classéSource : UCI |      |      |      |      |      |      |      |      |      |      |      |       |       |      |      |       |      |

## Palmarès sur piste

### Championnats panaméricains
- Aguascalientes 2010
  -  Médaillé d'argent de la course aux points.
- Aguascalientes 2014
  -  Médaillé d'or de la course scratch.
  - Quatrième de la course aux points[5].
  - Abandon dans la course à l'américaine (avec Carlos Quishpe[6]).
- Santiago 2015
  - Abandon dans la course scratch[7].
- Aguascalientes 2016
  - 13e de la course aux points[8].
- Aguascalientes 2018
  -  Médaillé d'argent de la course aux points.
  - Neuvième de la poursuite par équipes (avec Carlos Quishpe, Sebastián Rodríguez et Lenin Montenegro)[9].

### Jeux sud-américains
- Cochabamba 2018
  -  Médaillé de bronze de l'omnium

### Jeux bolivariens
- Santa Marta 2017
  -  Médaillé d'or de la course aux points.